# Mexicana enamorada
Mexicana enamorada es el nombre del tercer álbum de estudio y segundo en solitario de la cantante mexicana Ángela Aguilar. Fue lanzado al mercado bajo el sello discográfico Machin Records el 24 de septiembre de 2021. El álbum fue producido por el padre de Aguilar, el cantante mexicano Pepe Aguilar. 
Una semana después del lanzamiento, se lanzó con exclusiva a Sanborns el CD. Cuenta con las colaboraciones del cantatautor mexicano Christian Nodal y el dúo mexicano Jesse y Joy. El nombre del álbum es una referencia a la película mexicana Enamorada (1946) protagonizada por María Félix.[cita requerida]

## Antecedentes y grabación
Después del lanzamiento de su segundo álbum Primero soy mexicana en 2018, Aguilar había aclarado que estaba trabajando en el siguiente desde mitad de 2020, en octubre de ese mismo año lanzó la colaboración «Dime cómo quieres» con Christian Nodal que logró una gran éxito en México y otros países latinoamericanos. A finales de 2020 es cuando comienza la producción del álbum, entre los compositores de las melodías del álbum se encuentra debutando como compositora la propia Ángela Aguilar, junto con Ana Bárbara, Joss Favela, Gussy Lau, Edgar Barrera, Christian Nodal, Jesse & Joy y Ale Zéguer.

Angela explicó para el canal de televisión Bandamax:
Este disco me ha enseñado a tener paciencia, a pisar lento, fuerte, seguro y honesto. Ojalá puedan identificarse con las canciones, ojalá que les pueda ayudar de alguna manera, ojalá que nos conecté un poco más. Espero les guste. Una Mexicana Enamorada, Ángela".
 También incluye además una nueva versión de «La malagueña», en honor a su difunta abuela, la actriz Flor Silvestre. Siendo esta la única canción no inédita del proyecto, algo diferente de su trabajo anterior que constó en su mayoría de versiones.

## Portada
En la portada aparece Aguilar acompañada de significados ocultos de cosas e intereses que representan momentos importantes en su vida.

Ángela Aguilar en una entrevista para ¡Hola!:
"Les presento esta portada llena de significados ocultos, desde flores silvestres de Guanajuato a milagritos representando cosas importantes en mi vida. Hasta un cielo rojo me respalda. Agradecida con todas las personas que hicieron esto posible. Ni en mis sueños la vida se ve tan bonita. 

Yo siempre veía las portadas como una foto linda y ya, yo quería cambiar eso y ponerle un poco más de significado. Por ejemplo, me ven con el pelo largo porque mi abuela Flor [Silvestre] siempre me quería ver con el largo y le decía a mi papá "Pepe por favor ya deja que tenga el pelo largo".

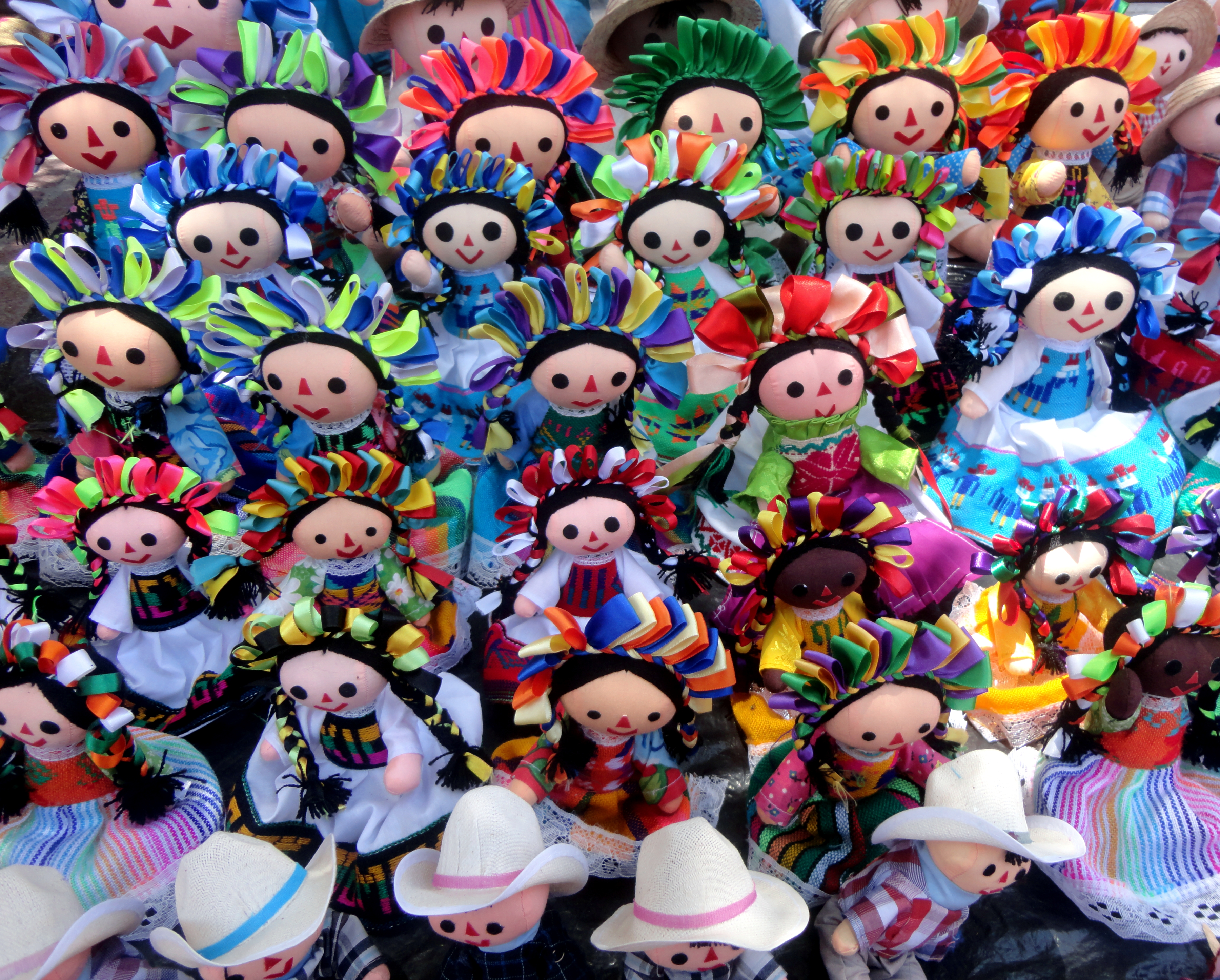
Algunas inspiraciones para la portada fueron este tipo de artesanías mexicanas típicas.

Según Aguilar, su padre siempre le explicaba a la señora Silvestre que ese estilo era parte de su imagen característica como celebridad. Pero cuando falleció su abuela, ella decidió dejarse el cabello largo. Al ver la reacción de emoción de un fotógrafo en una sesión de fotos con su nueva imagen, decidió que esa sería su imagen en la foto final para la portada del álbum. 
En la imagen, Ángela sirve como elemento central, mientras que más detalles se van sumando para formar una composición tradicional mexicana. La portada tiene milagritos mexicanos y a cada uno se la atribuye un significado. El caballo representa el tiempo en que empezó a montar de forma más estricta. Los ojos dorados son su nueva visión a su música y su mariachi, otro homenaje la señora Silvestre en la portada además de su peinado fueron las flores silvestres tradicionales de Guanajuato, región de origen de su abuela; por último el color rojizo simboliza el amor y su corazón.
En el formato físico de CD, se incluye un booklet diseñado por los artistas Erick Nieto, Irving de Jesús Segovia (Tuxamee) y Ricardo Xavier Cortés Fernández (Ricardo XCF), también incluye las fotografías tomadas por Jordi Koalitic. Además de 2 hojas de pegatinas diseñadas por Aguilar.

## Recibimiento comercial
El álbum llegó al primer lugar en ventas digitales en iTunes México y al número 29 de iTunes España, y debutó con 145 millones de streams en Spotify Global a los 5 primeros de lanzamiento. El primer sencillo del álbum, «Dime cómo quieres», debutó en el número 90 de la lista de Billboard Global 200 y alcanzó el puesto 89, convirtiéndose en la primera canción de artistas mexicanos en entrar en la lista de éxitos internacionales, llegó al puesto número uno de la lista Mexico Airplay de Billboard por siete semanas consecutivas y al primer lugar en el Regional Mexican Airplay por cinco semanas consecutivas, además de llegar al primer puesto en otros países como Chile, Honduras y Guatemala. El segundo sencillo «En realidad» llegó al puesto 8 de la lista de éxitos Latin Digital Songs, y el tercer sencillo en colaboración con Jesse & Joy «Ella qué te dio» llegó al puesto 3 de Mexico Popular Airplay. Todos los sencillos del álbum lograron entrar en los diez primeros lugares en listas de popularidad de Billboard en México y de música latina.

## Lista de canciones
Créditos sacados de YouTube Music:
| N.º   | Título                                    | Escritor(es)                                                                               | Duración |  |
| 1.    | «Ahí donde me ven»                        | René Humberto Lau Ibarra                                                                   | 4:05     |  |
| 2.    | «Yo no sé»                                | Adam Castañeda                                                                             | 2:48     |  |
| 3.    | «Fuera de servicio»                       | Ángela Aguilar                                                                             | 3:26     |  |
| 4.    | «En realidad»                             | Altagracia Ugalde Mota                                                                     | 3:26     |  |
| 5.    | «Se disfrazó»                             | René Humberto Lau Ibarra                                                                   | 3:27     |  |
| 6.    | «Te quiero para mí»                       | José Alberto Inzunza Favela                                                                | 4:48     |  |
| 7.    | «Ella qué te dio» (con Jesse & Joy)       | Alejandra Zéguer · Blanca Rodríguez · Tirzah Joy Huerta Uecke · Jesse Eduardo Huerta Uecke | 3:49     |  |
| 8.    | «Dime cómo quieres» (con Christian Nodal) | Edgar Barrera · Christian Jesús González Nodal                                             | 2:51     |  |
| 9.    | «Inevitable»                              | Ángela Aguilar                                                                             | 2:59     |  |
| 10.   | «La malagueña»                            | Pedro Galindo Galarza · Elpidio Ramírez Burgos                                             | 5:25     |  |
| 36:57 |                                           |                                                                                            |          |  |

## Historial de lanzamiento
| Región | Fecha                    | Formato                     | Edición  | Ref.  |
| ------ | ------------------------ | --------------------------- | -------- | ----- |
| Varios | 24 de septiembre de 2020 | Streaming, descarga digital | Estándar | [ 1 ] |
| México | 1 de octubre             | CD                          | Estándar | [ 1 ] |

## Premios y nominaciones
| Año  | Premiación             | Categoría                               | Resultado | Ref.   |
| ---- | ---------------------- | --------------------------------------- | --------- | ------ |
| 2022 | Premios Lo Nuestro     | Álbum del año                           | Nominado  | [ 12 ] |
| 2022 | Premios Lo Nuestro     | Álbum del año (regional mexicano)       | Nominado  | [ 12 ] |
| 2022 | Premios Juventud       | Álbum regional mexicano del año         | Ganador   | [ 13 ] |
| 2022 | Premios Grammy Latinos | Mejor álbum de música ranchera/mariachi | Nominado  | [ 14 ] |